# ハロルド・バロン
ハロルド・アール・"ハル"・バロン（Harold Earl "Hal" Barron、1894年8月29日 - 1978年10月5日）は、アメリカ合衆国の陸上競技選手である。彼は1920年に開催されたアントワープオリンピックに参加して、男子110メートルハードル走で銀メダルを獲得した。

## 経歴
ハロルド・バロンは110メートルハードルを得意とした選手で、1917年のAAU選手権や1922年のNCAA選手権で優勝している。室内競技の70ヤード ハードルでは、AAU選手権で1918年、1921年、1922年の3回、IC4A（en:IC4A）で1922年に優勝した実績がある。バロンはアントワープオリンピックの代表選考において、当時のオリンピック記録と同じ15秒2を記録した。
アントワープオリンピックでの110メートルハードル走は、15の国から24人の選手が出場して1920年8月17日から8月18日に実施された。1次予選を1位で通過したバロンは、準決勝で当時の世界新記録に当たる15秒0を記録して1位となり、決勝に臨んだ。決勝では、準決勝でバロンと同じく15秒0の世界新記録を出していたカナダ代表のアール・トムソンがさらに世界新記録を更新して14秒8で金メダルを獲得し、バロンは15秒1で銀メダルを獲得する結果となった。
ペンシルベニア州立大学を卒業した後、彼は短期間ニューヨークの学校でコーチ業を務めた。その後、ジョージア工科大学でヘッドコーチとして採用された。